# Pap Gábor (színműíró)
Ináncsi Pap Gábor (Kápolnás-Nyék, 1791. június 29. – Bécs, 1873. január 13.) író, színműíró, fordító, mecénás, színházvezető.

## Pályája
Fejér vármegye alügyésze, majd a Helytartótanács titoknoka. Fejér vármegye megbízásából az 1825-ös pozsonyi országgyűlésen szereplő társulat igazgatója volt.
Első megjelent munkája, a Szöszvár, verses rege. Magyarra fordította Franz Grillparzer osztrák drámaíró Sappho című drámáját. Az időmértékes verseléssel készült fordítást a székesfehérvári színészek már a megjelenés előtti évben, 1819-ben eljátszották. Később az ország több városában is színre került. Történeti tárgyú novelláinak gyüjteménye a Történetek a mai időből. Ebben figyelmet érdemel Balatonfüred című terjedelmes elbeszélése. Egyszerű meséjét hősei levelezése kapcsán mondja el. Viszonylag jó elbeszélő, a jellemzéssel és környezetrajzzal is megpróbálkozott. Történeti drámája, az Imre vagy a királyi tekintet hatalma rajongó királyhűséggel írt színdarab. Egyik-másik jelenetén és alakján a Bánk bán hatása érződik.

## Munkái
- Szöszvár; egy rege. Pest, 1818 (versben)
- Sappho. Szomorújáték öt felv. Grilparzer Ferencz után ford. Székes-Fehérvár, 1820 (Előadták: Székesfejérvárt 1819. november 22., Pesten 1820. május 22., Kolozsvárt 1824. január 17., Miskolcon 1832. március 31., Budán 1833. november 9., 1834. május 5.)
- Történetek a mai időkből. I. kötet, uo, 1822
- Imre, vagy a királyi tekintet hatalma. Négy felvonásban, uo, 1830